# حبش سفلي
حبش سفلي هي قرية في مقاطعة خوي، إيران. عدد سكان هذه القرية هو 1,331 في سنة 2006.